# Cratere Truth
Truth è un cratere sulla superficie di Venere. Deve il proprio nome all'attivista afroamericana Sojourner Truth (1797-1883)